# Petar Knežević od Svete Jelene
Petar Knežević od Svete Jelene (njem.: Peter Knesevich de Szent-Helena (oko 1746. – 12-/14. svibnja 1814.), član plemićke obitelji Kneževića, general bojnik vojske Habsburške Monarhije od 1799. godine. Umirovljen 1810. godine.
Sin je Martina, generala habsburške vojske i Uršule r. Vukasović. 
Imao je braću: 
- Jurja Antuna (*1733-; †1805.), general bojnika
- Antuna (*1737.; †1809.), potpukovnika,
- Ivana (*1743.; †1809.), general-bojnika,
- Lavoslava (*?; †1788./89.), satnika,
- Vinka (*1755.; †1832.), podmaršala i počasnog generala konjaništva.

## Unutarnje poveznice
- Liste der kaiserlichen Generale der Frühen Neuzeit/K